# Episodi di Buffy l'ammazzavampiri (settima stagione)
La settima e ultima stagione della serie televisiva Buffy l'ammazzavampiri, composta da 22 episodi, è andata originariamente in onda negli Stati Uniti sul canale UPN dal 24 settembre 2002 al 20 maggio 2003.
| nº | Titolo originale               | Titolo italiano            | Prima TV USA      | Prima TV Italia  |
| -- | ------------------------------ | -------------------------- | ----------------- | ---------------- |
| 1  | Lessons                        | La consulente              | 24 settembre 2002 | 13 dicembre 2004 |
| 2  | Beneath You                    | In profondità              | 1º ottobre 2002   | 13 dicembre 2004 |
| 3  | Same Time, Same Place          | Stesso posto, stessa ora   | 8 ottobre 2002    | 20 dicembre 2004 |
| 4  | Help                           | Aiuto                      | 15 ottobre 2002   | 20 dicembre 2004 |
| 5  | Selfless                       | Altruismo                  | 22 ottobre 2002   | 23 dicembre 2004 |
| 6  | Him                            | Irresistibile              | 5 novembre 2002   | 23 dicembre 2004 |
| 7  | Conversations with Dead People | Conversazioni con l'aldilà | 12 novembre 2002  | 27 dicembre 2004 |
| 8  | Sleeper                        | Addormentato               | 19 novembre 2002  | 27 dicembre 2004 |
| 9  | Never Leave Me                 | Non lasciarmi mai          | 26 novembre 2002  | 30 dicembre 2004 |
| 10 | Bring on the Night             | Ombre nella notte          | 17 dicembre 2002  | 30 dicembre 2004 |
| 11 | Showtime                       | Showtime                   | 7 gennaio 2003    | 3 gennaio 2005   |
| 12 | Potential                      | Addestramento              | 21 gennaio 2003   | 3 gennaio 2005   |
| 13 | The Killer in Me               | Il killer che è in me      | 4 febbraio 2003   | 10 gennaio 2005  |
| 14 | First Date                     | Primo appuntamento         | 11 febbraio 2003  | 10 gennaio 2005  |
| 15 | Get It Done                    | Indietro nel tempo         | 18 febbraio 2003  | 13 gennaio 2005  |
| 16 | Storyteller                    | Il narratore               | 25 febbraio 2003  | 13 gennaio 2005  |
| 17 | Lies My Parents Told Me        | Le bugie dei miei genitori | 25 marzo 2003     | 17 gennaio 2005  |
| 18 | Dirty Girls                    | Ragazze sporche            | 15 aprile 2003    | 17 gennaio 2005  |
| 19 | Empty Places                   | Spazi vuoti                | 29 aprile 2003    | 24 gennaio 2005  |
| 20 | Touched                        | Toccata dal male           | 6 maggio 2003     | 24 gennaio 2005  |
| 21 | End of Days                    | La fine dei giorni         | 13 maggio 2003    | 1º febbraio 2005 |
| 22 | Chosen                         | La prescelta               | 20 maggio 2003    | 1º febbraio 2005 |

- Interpreti principali: Sarah Michelle Gellar (Buffy Summers), Nicholas Brendon (Xander Harris), Alyson Hannigan (Willow Rosenberg), Emma Caulfield (Anya Jenkins), James Marsters (Spike) e Michelle Trachtenberg (Dawn Summers)

## La consulente
- Titolo originale: Lessons
- Diretto da: David Solomon
- Scritto da: Joss Whedon

### Trama
Mentre a Istanbul una ragazza viene inseguita e uccisa da alcuni uomini in tonaca, Willow si trova a Westbury, in Inghilterra, con il signor Giles per imparare da una congrega di streghe a tenere sotto controllo il suo devastante potenziale magico. 
Intanto per Dawn, che viene allenata da Buffy sulla caccia ai vampiri per potersi difendere da sola, è arrivato il cruciale momento di diventare una liceale: giovane Summers studierà nel nuovo liceo di Sunnydale, costruito dalla squadra di Xander il quale ormai è diventato un uomo in carriera. Sia Buffy che Xander sono preoccupati, perché la nuova struttuta scolastica, come quella precedente, è situata sulla Bocca dell'Inferno, in effetti anche Halfrek mette in guardia Anya, perché anche se non sembra Sunnydale pullula di demoni, qualcosa di terribile sta per succedere. Anche Willow, in presenza di Giles, ammette che dalla terra avverte una presenza di un'oscurità mai vista prima, la Bocca dell'Inferno sta per riaprirsi. 
Buffy avrebbe preferito non iscrivere Dawn nel vecchio liceo ma non ha avuto scelta, non possono trasferirsi in un altro distretto e non può permettersi di mandare la sorella in una scuola privata. Buffy fa la conoscenza di Robin Wood, il nuovo preside che sembra avere un certo interesse per lei. Dawn, insieme ad altri due ragazzi, Kit e Carlos, rimane intrappolata nei sotterranei della scuola, ci sono delle presenza malvagie, dei non-morti, quindi Buffy e Xander vanno a salvarla. Buffy, a scuola, incontra Spike, egli è malconcio oltre a essere in fase di delirio, ha tentato anche di strapparsi il cuore a mani nude, comunque spiega a Buffy che quei non-morti sono semplici essenze, invocate da un talismano. Xander trova il talismano e lo distrugge eliminando i non morti, salvando Dawn, Carlos e Kit. 
Wood propone a Buffy di lavorare al liceo come consulente e lei accetta, anche solo per tenere d'occhio l'edificio. Mentre Spike è tutto solo viene avvicinato da un'entità malvagia che assume la forma dei nemici affrontanti finora (Warren, Drusilla, Adam, Glory, il Maestro e Wilkins) per poi assumere le sembianze di Buffy accusandolo di aver peccato di ingenuità perché ha creduto che, una volta riottenuta l'anima, avrebbe riconquistato Buffy, mettendolo in guardia perché tra pochi mesi accadrà qualcosa di inaspettato.
- Altri interpreti: Anthony Head (Giles), Alexandra Breckenridge (Kit Holburn), Kali Rocha (Halfrek), D.B. Woodside (Preside Robin Wood), Rachael Bella (Ragazza morta), Adam Busch (Warren Meers/il Primo), Simon Chernin (Studente), Jeff Denton (vampiro), Harry Groener (Sindaco Richard Wilkins/il Primo), George Hertzberg (Adam/il Primo), Jeremy Howard (nerd morto), Clare Kramer (Glory/il Primo), Juliet Landau (Drusilla/il Primo), Ed Francis Martin (insegnante), Mark Metcalf (Il Maestro/il Primo), Ken Strunk (Bidello morto), David Zepeda (Carlos), Ciaran Hope (Cafe chitarrista/cantante [non accreditato]), Mark Weathers (studente [non accreditato]).

## In profondità
- Titolo originale: Beneath You
- Diretto da: Nick Marck
- Scritto da: Douglas Petrie e Joss Whedon

### Trama
Un'altra ragazza viene uccisa dagli uomini in tonaca e le ultime parole che pronuncia sono "dal sottosuolo divora"; Buffy, che ha sognato l'evento, è intanto pienamente soddisfatta del suo nuovo lavoro da consulente scolastica alla nuova High School di Sunnydale. Intanto Xander fa la conoscenza di Nancy: una ragazza che afferma di essere perseguitata da un anellide mostruosamente gigantesco che vuole brutalmente divorarla. La Cacciatrice incomincia a indagare, anche chiedendo aiuto a Spike, il quale continua a comportarsi stranamente, e scopre che, in realtà, l'anellide gigante è semplicemente un comune essere umano di nome Ronnie (ex fidanzato di Nancy) e tramutato in un verme enorme da Anya, che in precedenza aveva nuovamente acquisito i suoi poteri da demone della vendetta. Al Bronze, Anya riesce a vedere l'anima di Spike nel corpo del vampiro, ma questi, per impedire che lei lo riveli, inizia a combattere con lei, finché Buffy non interviene mettendolo fuori combattimento. Soltanto dopo aver scoperto che è Anya la causa di tutta la faccenda, Nancy, sconvolta, scappa via dal Bronze e Xander riesce a convincere Anya a sciogliere l'incantesimo su Ronnie giusto in tempo, visto che Nancy stava per essere divorata. Buffy inizia a cercare Spike che, in preda da un altro delirio e aver detto "dal sottosuolo divora", era fuggito. Lo trova all'interno di una chiesa dove, tra frasi apparentemente prive di senso, fa infine capire a Buffy di aver riottenuto la sua anima. Buffy, sconvolta, non riesce a comprendere cosa possa averlo spinto a fare una cosa simile. Spike le risponde di averlo fatto per essere un uomo migliore, per poterle dare ciò che merita. Tra le sue frasi egli, inoltre, lascia intendere che i sensi di colpa per tutte le cose che ha fatto senza un'anima lo stanno distruggendo e che anche questa misteriosa creatura dal sottosuolo lo sta tormentando.
- Altri interpreti: Anthony Head (Giles), Kaarina Aufranc (Nancy), D.B. Woodside (Preside Robin Wood), Tess Hall (Ragazza Punk), Benita Krista Nall (Giovane donna), Jack Sundmacher (Ronnie)

## Stesso posto, stessa ora
- Titolo originale: Same Time, Same Place
- Diretto da: James A. Contner
- Scritto da: Jane Espenson e Joss Whedon

### Trama
Willow torna a Sunnydale e quindi Xander, Buffy e Dawn vanno a prenderla all'aeroporto e anche se lei è lì, non riescono a vederla, a sentirla o a percepirla fisicamente, lo stesso vale anche per lei. Xander, al cantiere edile dove lavora, trova il cadavere di un uomo, è stato scuoiato, il loro timore è che sia stata Willow (dal momento che è in questo modo che uccise Warren). Anche Willow trova il cadavere, non è stata lei a uccidere quella persone, ma deducendo che i suoi amici possano dare la colpa a lei, decide di trovare il colpevole.
Willow ha modo di rivedere Anya scoprendo che il Magic Box è stato chiuso, lei ormai si dedica solo al proprio incarico di demone della vendetta, pur ammettendo che non la entusiasma molto. Anya e Willow fanno un incantesimo per trovare l'assassino e scoprono che si trova in un bosco. Dawn fa una ricerca al computer e scopre che esiste in demone chiamato Gnarl che uccide scuoiando le sue vittime perché egli si ciba della pelle, ferisce le vittime con le unghie dalle quali secerna una sostanza paralizzante.
Willow trova nel bosco la grotta dove si nasconde Gnarl ma il demone la graffia paralizzandola, contemporaneamente anche Buffy, Xander e Dawn raggiungono la grotta per merito di Spike che ha percepito l'odore del sangue, loro non vedono Willow la quale a sua volta non vede gli amici, Gnarl graffia Dawn e la paralizza, quindi Xander e Buffy la riportano a casa. Quest'ultima facendo delle ricerche scopre che il veleno paralizzante di Gnarl può essere neutralizzato solo se il demone muore.
Gnarl inizia a cibarsi della pelle di Willow ma arrivano Xander e Buffy, accompagnati da Anya, la sola che riesce a vederla, infine Buffy uccide Gnarl e dunque Willow e Dawn sono libere dal veleno paralizzante, inoltre Willow può adesso vedere i propri amici, e anche loro riescono nuovamente a vederla.
Willow usa la magia per guarire il proprio corpo, inoltre spiega a Buffy che senza volerlo, per via dell'ansia di doversi confrontare con Buffy, Xander e Dawn dopo gli sbagli commessi, deve aver fatto involontariamente un incantesimo che le ha impedito di farsi percepire da loro e viceversa, Buffy si sente in colpa per aver sospettato che Willow avesse ucciso quel ragazzo, ma lei le spiega che le sue preoccupazioni sono fondate, ormai non è più certa che tornerà a essere la persona che era un tempo.
- Altri interpreti: Marshe Daniel (Fratello), Nicholette Dixon (Sorella), Anthony S. Johnson (Father), Matt Koruba (Giovane teenager), Camden Toy (Gnarl).

## Aiuto
- Titolo originale: Help
- Diretto da: Rick Rosenthal
- Scritto da: Rebecca Kirshner (soggetto); Joss Whedon (sceneggiatura)

### Trama
Buffy è pronta a prendere con serietà il suo nuovo lavoro di consulente scolastico al liceo, conosce alcuni studenti problematici quali Amanda, Peter e Cassie, quest'ultima in particolare attira l'attenzione della Cacciatrice, infatti Cassie non vuole fare progetti per il futuro anche perché, pur giurando di non avere manie suicide, dà per scontato che morirà il venerdì successivo.
Buffy e Xander indagano e scoprono che il padre di Cassie ha un ex pregiudicato, vanno a casa sua e lo interrogano, lui e la moglie hanno divorziato, lei gli fa trascorrere poco tempo con la figlia, è un alcolizzato, il timore di Buffy è che egli picchi la figlia, ma lui giura di non averle mai fatto del male.
Successivamente Buffy scopre che un gruppo di studenti capeggiati da Peter, hanno rapito Cassie con l'intento di sacrificarla al demone Avilas in cambio di denaro, lo invocano ma intervengono Buffy e Spike, quest'ultimo pur dovendo subire il dolore a causa del chip, si mette a picchiare Peter salvando Cassie, quest'ultima guarda il vampiro pronunciando la frase «Un giorno lei te lo dirà» lasciando intendere che un giorno Buffy gli confesserà l'amore che prova per lui.
Buffy uccide Avilas, tuttavia Cassie muore davanti a lei per un malore, ciò che aveva profetizzato si è avverato. La madre di Cassie spiega a Buffy che la figlia soffriva di una malattia cardiaca molto comune nella loro famiglia, non lo aveva mai rivelato a Cassei, lei infatti non sapeva di essere malata, era consapevole che sarebbe morta perché era speciale, aveva il potere di vedere il futuro. Buffy sente di aver fallito, voleva salvarla ma non ci è riuscita, Dawn le fa capire che non è responsabile di quanto avvenuto, non poteva salvare Cassie dal suo destino.
- Altri interpreti: Azura Skye (Cassie Newton), Zachery Ty Bryan (Peter Nicols), Glenn Morshower (Mr. Newton), Rick Gonzalez (Tomas), Kevin Christy (Josh), Sarah Hagan (Amanda), Beth Skipp (Lulu [scenes deleted]), Anthony Harrell, Jarrett Lennon (Martin Wilder), D.B. Woodside (Preside Robin Wood), J Barton (Mike Helgenberg), Daniel Dehring (Incappucciato rosso #1), Marcie Lynn Ross (Donna morta), AJ Wedding (Incappucciato rosso #2), Troy Brenna (Demone Avilas [non accreditato])

## Altruismo
- Titolo originale: Selfless
- Diretto da: David Solomon
- Scritto da: Drew Goddard e Joss Whedon

### Trama
Xander è un po' preoccupato per Anya, è consapevole che non torneranno mai più insieme, ma teme che lei si stia isolando, anche Buffy è in pensiero, ma per un motivo diverso, non le va a genio che Anya sia tornata a essere un demone della vendetta, tuttavia Xander preferisce non farne un problema, convinto che ormai Anya non sia più spietata come un tempo. All'interno della sede di una confraternita universitaria, Anya vede i corpi senza vita di un gruppo di ragazzi, sono morti per colpa sua, e dunque ora è sopraffatta dal rimorso.
Willow va all'università e incrocia per caso Anya, vedendola uscire dalla sede della confraternita, tenta di dialogare amichevolmente con lei ma nota che Anya è piuttosto a disagio, oltre a prestare attenzione al sangue sulla sua mano. Willow entra nella sede della confraternita e vede una ragazza in stato di shock, confessa a Willow che i ragazzi della confraternita le avevano fatto uno scherzo umiliandola, lei per vendicarsi desiderava che a tutti quei ragazzi venisse strappato il cuore. Willow capisce che Anya ha esaudito la richiesta di vendetta della ragazza, infatti ha invocato un demone simile a un ragno che strappa il cuore alle sue vittime, il mostro attacca Willow che istintivamente usa la magia per allontanarlo. Willow avvisa Buffy, la quale va nel bosco e stana il mostro uccidendolo con un'ascia.
Willow confessa a Buffy che è stata Anya a invocare il mostro, Buffy intuisce che Willow all'inizio si fosse astenuta dal dirglielo perché non voleva che la Cacciatrice uccidesse Anya, tuttavia Buffy ritenendo Anya un pericolo, decide di eliminarla, Xander la supplica di optare per un'altra soluzione, essendo ancora innamorato di Anya, ma Buffy è irremovibile, Anya ha causato la morte di dodici ragazzi.
Con dei flashback conosciamo meglio il passato di Anya: nell'880 d.c. nel villaggio di Sjornjost, quando era ancora un'umana di nome Aud, trasformò Olaf in un troll, attirando l'attenzione di D'Hoffryn, che chiamò Aud con il nome di Anyanka, proponendole di diventare un demone della vendetta. Anya nel 1905 diede vita alla serie di eventi che portò alla rivoluzione russa, la sua amica Halfrek notò che ormai Anya avesse votato la propria esistenza alla vendetta, non le interessava nulla di ciò che il mondo aveva da offrirle, ormai Anya vedeva nella vendetta la sua sola vocazione.
Willow, usando l'amuleto che D'Hoffryn le aveva regalato, lo invoca chiedendogli aiuto, intanto Xander si reca da Anya per metterla in guardia dato che Buffy intende ucciderla, ma lei è pronta ad affrontarla, in fondo lei è un demone mentre Buffy la Cacciatrice, ritenendo che quest'ultima avesse sempre saputo che prima o poi lei e Anya si sarebbero affrontate. Fa la sua comparsa Buffy, seppur dispiaciuta combatte contro Anya, le due si affrontano senza esclusione di colpi, interviene Xander che interrompe lo scontro.
Ad un tratto fa la sua apparizione D'Hoffryn, quest'ultimo fa notare che nessuno ha chiesto l'opinione di Anya, e infatti lei ammette che vorrebbe rimediare a ciò che ha fatto, chiedendo a D'Hoffryn di riportare in vita quei ragazzi. Lui accetta ma per farlo serve il sacrificio di un demone della vendetta, Anya è disposta a sacrificare al propria vita ma D'Hoffryn convoca Halfrek e la uccide bruciandola viva per poi farla svanire, ha scelto quest'ultima come sacrificio, lei era una cara amica di Anya, poiché, come lui le ha sempre insegnato, il dolore è una punizione migliore della morte. D'Hoffryn toglie ad Anya i suoi poteri di demone della vendetta, ora è semplicemente un'umana, Anya era disposta a morire ma D'Hoffryn la mette in guardia perché lei dovrà affrontare il proprio destino, pronunciando le parole "dal sottosuolo divora" avvisando tutti di un pericolo incombente, lasciando presagire che la morte di Anya è ormai prossima.
Xander cerca di confortare Anya con affetto, lei in questo momento si sente una nullità, comunque ringrazia Xander il quale è disposto a offrirle comunque il suo aiuto incondizionato.
- Altri interpreti: Abraham Benrubi (Olaf), Andy Umberger (D'Hoffryn), Kali Rocha (Halfrek), Joyce Guy (Professor), Jennifer Shon (Rachel), Alessandro Mastrobuono (Abitante del villaggio #3), MaryBeth Scherr (Abitante del villaggio #2), Daniel Spanton (Vichingo #1), Taylor Sutherland (Abitante del villaggio #1), John Timmons (Vichingo #2), David Fury (Mustard Man [voce; non accreditato]), Marti Noxon (Parcheggiatrice [voce; non accreditato])

## Irresistibile
- Titolo originale: Him
- Diretto da: Michael Gershman
- Scritto da: Drew Z. Greenberg e Joss Whedon

### Trama
Dato che da quando Spike è tornato a Sunnydale vive nello scantinato della scuola, Buffy, non ritenendolo il posto giusto dove abitare, convince Xander a dividere con Spike il proprio appartamento. Anche se Xander è ancora arrabbiato con Spike per aver tentato di violentare Buffy, decide di ospitare il vampiro. Dawn domanda a Buffy se lei ama Spike: lei si limita a dirgli che, pur ammettendo di provare qualcosa per lui, non lo ama.
Anya, in casa sua, viene aggredita da un demone, mandato da D'Hoffryn per ucciderla, ma interviene Buffy in suo aiuto, la Cacciatrice uccide il demone, vuole riallacciare la sua amicizia con Anya, quest'ultima ha capito che non può cavarsela da sola dunque accetta la sua gentilezza, viste le minacce incombenti Anya può tornare utile a Buffy.
Intanto Dawn si infatua di un suo compagno di scuola, il quarterback R.J. tanto da buttare giù per le scale O'Donnell un compagno di squadra che gli aveva rubato il posto da titolare. Un'altra ragazza, innamorata persa di R.J. aggredisce Dawn che viene salvata da Buffy. Quest'ultima, stranamente, inizia a sentirsi attratta da R.J. tanto che prova a sedurlo, interviene Xander che le impedisce di fare sesso con lui.
Xander intuisce che qualcosa non va, l'attrattiva che R.J. esercita deve essere opera di un sortilegio, quindi Xander e Spike vanno a casa del fratello maggiore di R.J. il quale era un compagno di scuola di Xander, lì Spike vede due foto, una di R.J. e un'altra del fratello, l'unica cosa in comune è che indossano la stessa giacca, effettivamente il fratello di R.J. ammette che apparteneva al padre, a quel punto sia Spike che Xander intuiscono che è la giacca che permette a R.J. di conquistare l'amore incondizionato delle ragazze.
La faccenda inizia a sfuggire di mano quando anche Willow e Anya, vedendo R.J. indossare la giaccia, si innamorano di lui, quindi Xander e Spike, mentre R.J. cammina per strada, gli rubano la giacca e la bruciano, sciogliendo il sortilegio.
- Altri interpreti: Thad Luckinbill (R.J. Brooks), Brandon Keener (Lance Brooks), D. B. Woodside (Preside Robin Wood), Charisma Carpenter (Cordelia Chase [immagini di archivio]), Yan England (O'Donnell), David Ghilardi (Insegnante), Riki Lindhome (Cheryl), Angela Sarafyan (Lori), Kelley Deal (The Breeders [non accreditato]), Kim Deal (The Breeders [non accreditato])

## Conversazioni con l'aldilà
- Titolo originale: Conversations with Dead People
- Diretto da: Nick Marck
- Scritto da: Jane Espenson, Drew Goddard, Marti Noxon e Joss Whedon

### Trama
Durante la solita ronda al cimitero, Buffy ha la possibilità di rincontrare un vecchio compagno di scuola ora risorto come vampiro, ovvero Holden Webster, il quale si è laureato in psicologia. Mentre Dawn è tutta sola in casa una forza oscura si manifesta, intanto Andrew e Jonathan tornano a Sunnydale, sono consapevoli che una forza maligna sta per scatenarsi, loro vogliono individuarla in modo da aiutare Buffy e ottenere il suo perdono.
Mentre Willow è in biblioteca vede Cassie, la quale le spiega che sta comunicando con lei per volere di Tara, il motivo per cui la ragazza che ama non può apparirle è perché Willow ha commesso degli omicidi. Nel frattempo Jonathan e Andrew entrano di nascosto nel liceo, e nei sotterranei scavano disotterrando il Sigillo di Danzalthar.
Dal momento che Holden è uno psicologo, notando che Buffy è giù di morale, decide di ascoltarla in modo da aiutarla a mettere a fuoco i propri problemi, ad esempio il fatto che i propri genitori hanno divorziato a causa delle bugie del padre, e infatti Buffy non riesce ad avere delle relazioni mature per paura che tutti gli uomini siano inaffidabili quanto lui. Buffy ammette di aver trattato male Spike, anche se lui la amava in maniera contorta, i sentimenti che provava per la Cacciatrice erano comunque sinceri.
Jonathan senza saperlo è caduto in una trappola, infatti Andrew, manovrato dalla misteriosa forza oscura che ha preso le sembianze di Warren, pugnala Jonathan e lo uccide sopra il Sigillo di Danzalthar. Cassie dice a Willow che se continuerà a usare la magia quello che avrà davanti sarà un futuro orribili, esortandola a commettere suicidio, in modo da ricongiungersi a Tara, ma Willow capisce che quella che ha davanti non è Cassie ma la forza oscura, adesso ha compreso che "dal sottosuolo divora" si riferisce proprio a questa misteriosa forza maligna. Intanto Dawn cerca di esorcizzare la propria casa dal potere oscuro ma la forza maligna si presenza a lei nelle sembianze di Joyce dicendole che Buffy la tradirà e che non può fidarsi di lei.
Webster costringe Buffy ad ammettere la verità: lei si sente una persona orribile, specialmente a confronto con i propri amici, è per questo che fatica ad accettare il loro affetto così come quello dei ragazzi che la amano, ma contemporaneamente nel proprio ruolo di Cacciatrice, avverte nei loro confronti un senso di superiorità. Buffy ringrazia Webster per averla ascoltata, rimane però sbalordita quando quest'ultimo le confessa che a generarlo, cioè a renderlo un vampiro, è stato Spike, infine Buffy uccide Webster.
Mentre Spike è a un bar, incontra una ragazza, la riaccompagna gentilmente a casa, ma ad un tratto il vampiro perde il controllo e la morde ferocemente al collo uccidendola.
- Altri interpreti: Danny Strong (Jonathan Levinson), Adam Busch (Warren Meers/il Primo), Tom Lenk (Andrew Wells), Jonathan M. Woodward (Holden Webster), Azura Skye (Cassie Newton/il Primo), Kristine Sutherland (Joyce Summers/il Primo), Angie Hart (Sé stessa [non accreditata]), Stacey Scowley (Giovane donna [non accreditata])

## Addormentato
- Titolo originale: Sleeper
- Diretto da: Alan J. Levi
- Scritto da: David Fury, Jane Espenson, e Joss Whedon

### Trama
Buffy va a casa di Xander per vedere Spike, ma non lo trova. Quando rientra, Buffy lo mette alla prova menzionando il vampiro psicologo Webster, il quale affermava che a generarlo era stato Spike.  Lui però rimane impassibile nel sentire il nome dello psicologo, come fosse innocente ed estraneo all'accaduto. Willow mette in guardia Buffy, perché una misteriosa forza malvagia interagisce con loro assumendo forme diverse come dei fantasmi. Fa delle ricerche e scopre che recentemente una decina di persone risulta scomparsa. Sono prevalentemente donne e tutto lascia supporre che Spike abbia ripreso a uccidere.
In piena notte, Buffy si mette a pedinare Spike e lo vede in compagnia di una ragazza, poi lo perde di vista. La forza maligna, assumendo prima le sembianze di Buffy e poi quelle di Spike, induce il vampiro a uccidere la ragazza mordendola al collo.
Buffy si confronta con Spike. Vuole da lui una spiegazione, e il vampiro giura di non aver ucciso nessuno. Non nega che ultimamente è uscito con delle ragazze, ma non è stato con nessuna di loro. Buffy è l'unica che ama. Il chip gli è stato imposto, ma ha scelto di riavere la sua anima e lo ha fatto solo per lei.
Buffy si reca in un night club che Spike sta frequentando. Il buttafuori le rivela che Spike è sempre in compagnia di una ragazza diversa. Spike decide di uscire, ma Xander cerca di impedirglielo e il vampiro lo mette al tappeto con un pugno, pur dovendo soffrire per colpa del chip. Più tardi, incontra una ragazza che sembra conoscerlo. Si rivela essere un vampiro ed è stato lui a generarla recentemente, benché non ne abbia ricordo. Spike la uccide e telefona a Buffy, ammettendo di avere un problema.
Inizia a ricordare qualcosa e porta Buffy dove ha seppellito i cadaveri delle sue recenti vittime. Non si spiega come abbia potuto uccidere tutte quelle persone senza averne memoria. La forza maligna appare a Spike con le sue sembianze e si mette a intonare una canzone, che fa perdere il controllo al vampiro. Si inferocisce e attacca Buffy, che riesce tuttavia a calmarlo. Le vittime di Spike risorgono come vampiri e Buffy li uccide, mentre Spike ricorda di quando aveva seppellito i loro cadaveri. Buffy decide di ospitare Spike a casa sua, finché non capirà come aiutarlo a dominare i suoi impulsi omicidi.
- Altri interpreti: Anthony Head (Giles), Robinne Lee (Charlotte - vampiro progenie), Rob Nagle (Robson), Linda Christopher (Nora), Kevin Daniels (buttafuori), Lisa Jay (Linda), Stacey Scowley (Giovane donna), Erik Betts (Vampiro [non accreditato]), John Colella (Ufficiale di polizia [non accreditato]), Aimee Mann (Sé stessa [non accreditato])

## Non lasciarmi mai
- Titolo originale: Never Leave Me
- Diretto da: David Solomon
- Scritto da: Drew Goddard e Joss Whedon

### Trama
La forza maligna continua a comunicare con Andrew assumendo le sembianze di Warren e Jonathan. Vuole che si procuri del sangue che servirà ad attivare il Sigillo di Danzalthar; perciò, il ragazzo va a comprarlo da un macellaio, ma incontra per caso Willow che, con le cattive, lo porta a casa di Buffy per interrogarlo. Intanto, Robin trova il cadavere di Jonathan e lo porta via, sotterrandolo.
Buffy, vista la pericolosità di Spike, lo lega a una sedia. Spike le confessa che un demone gli ha restituito l'anima, dopo aver superato una serie di ardue prove, e adesso sente il rimorso di tutte le atrocità commesse in precedenza. Inoltre, ha capito che Buffy, quando stava con lui, si odiava da sola, si sentiva legata a Spike solo perché le serviva. D’un tratto, Spike perde la ragione, si inferocisce e attacca Andrew, ma Buffy riesce a sopraffarlo. La forza maligna con le sembianze di Spike lo guarda con un'aria compiaciuta, mentre Buffy lo picchia.
Ormai, Buffy e i suoi amici hanno capito che la forza maligna, quando si manifesta sotto forma di fantasmi, ha trovato un sistema per stimolare l'aggressività irrazionale di Spike; Buffy ricorda che, prima che il vampiro si inferocisse, aveva sentito una canzone. Xander deduce che quella canzone, attraverso un riflesso psicosomatico, induca Spike a inferocirsi, come un innesco.
Degli uomini incappucciati entrano nella casa di Buffy. La Cacciatrice riesce a sconfiggerli con l'aiuto di Xander e Dawn, tuttavia riescono a rapire Spike. Buffy ha capito che non sono demoni e che li aveva già visti. Ebbe modo di incontrarli in passato: si tratta dei Portatori, i fedeli che servono il Primo, il male primordiale. È dunque lui, il nemico che devono affrontare. I servi del Primo uccidono gli Osservatori facendo esplodere il loro quartier generale.
I Portatori conducono Spike nei sotterranei del liceo. Il Primo prende le sembianze di Spike e poi quelle di Buffy e i Portatori infliggono dei tagli sul corpo del vampiro, facendo colare il suo sangue sul Sigillo di Danzalthar. Questo si apre, liberando un vampiro dall'aspetto primitivo.
- Altri interpreti: Danny Strong (Jonathan Levinson), Adam Busch (Warren Meers/il Primo), Tom Lenk (Andrew Wells), Cynthia Lamontagne (Lydia), Oliver Muirhead (Phili), Kris Iyer (Nigel), Harris Yulin (Quentin Travers), D.B. Woodside (Preside Robin Wood), Donald Bishop (Macellaio), Bobby Brewer (Hoffman), Roberto Santos (Grimes), Camden Toy (Turok-Han), Rob Nagle (Robson [non accreditato])

## Ombre nella notte
- Titolo originale: Bring on the Night
- Diretto da: David Grossman
- Scritto da: Marti Noxon, Douglas Petrie e Joss Whedon

### Trama
Anya fatica a credere che il Primo sia il loro nemico, dato che egli è considerato solo una leggenda.  Buffy invece non ha dubbi sulla sua identità. Già in passato si era manifestato, quando provò a plagiare Angel per indurlo al suicidio. 
Andrew ha capito che il Primo lo aveva manipolato per uccidere Jonathan, affinché il Sigillo di Danzalthar si aprisse con il suo sangue; tuttavia, non essendo sufficiente il sangue di Jonathan, era servito anche quello di Spike. Quest'ultimo viene portato via dal vampiro che si è liberato dal Sigillo di Danzalthar, il quale lo tortura sotto lo sguardo del Primo, che prende le sembianze di Spike e quelle di Drusilla. Vuole che Spike passi dalla sua parte, ma lui si rifiuta. Il suo amore per Buffy è più forte; quest'ultima crede in lui e nel fatto che può diventare un uomo migliore.
Giles si presenta a casa di Buffy insieme a tre ragazze: Kennedy, Annabelle e Molly, rivelando al gruppo che sono delle "potenziali", ovvero delle Cacciatrici che non hanno ancora ricevuto il loro potere. Prima erano molte di più, ma i Portatori le hanno uccise. Buffy non esclude che il Primo prenderà di mira anche Faith. Giles spiega a Buffy che il Primo è più antico del male stesso, essendone la sorgente; è intangibile e può combattere solo possedendo qualcun altro o impartendo ordini ai Portatori. Inoltre, assume le sembianze di coloro che sono morti: i fantasmi che tutti credevano di vedere erano solo proiezioni del Primo. Buffy dà ospitalità alle potenziali nella propria casa e, tra Willow e Kennedy, si manifesta sin da subito attrazione.
Buffy va a liberare Spike, cercando nel luogo dove incontrò per la prima volta i Portatori quando invocarono il Primo il giorno di Natale.  Vede il vampiro liberato dal sigillo, lo affronta ma è troppo forte e non riesce a sconfiggerlo. Sorge il sole e il vampiro, per via della luce solare, scappa. Giles spiega a Buffy che quello non era un vampiro qualunque, bensì un Turok-Han, una razza di vampiri molto antica e primitiva. Si distinguono per la loro indole selvaggia e spietata, tanto che i vampiri stessi li temono. Giles li credeva una leggenda, ma non tarda a capire che il Turok-Han lavora per il Primo.
Annabelle, terrorizzata all'idea di combattere, fugge dalla casa di Buffy e incrocia il Turok-Han che la uccide. Buffy, che era andata a cercare Annabelle, viene attaccata da Turok-Han che la sconfigge, pur venendo soccorsa da Xander e Willow. La Cacciatrice viene riportata a casa, chiaramente traumatizzata da quello che è appena accaduto. Giles non ha idea di come combattere il Primo, è un'entità assoluta. Buffy incoraggia i suoi amici e anche le potenziali. Il Primo è molto potente e adesso la Cacciatrice non ha la forza per sconfiggerlo, ma è pronta a raccogliere la sua sfida. Tuttavia, è consapevole che il Primo, il male stesso, è il nemico più forte che abbia mai affrontato.
- Altri interpreti: Anthony Head (Giles), Kristine Sutherland (Joyce Summers, non accreditata), Tom Lenk (Andrew Wells), Iyari Limon (Kennedy), Clara Bryant (Molly), Courtnee Draper (Annabelle), Juliet Landau (Drusilla), D.B. Woodside (Preside Robin Wood), Camden Toy (Übervamp), Chris Willey (Roger), Rob Nagle (Robson [non accreditato])

## Showtime
- Titolo originale: Showtime
- Diretto da: Michael Grossman
- Scritto da: David Fury e Joss Whedon

### Trama
Il Primo continua a dare il tormento a Spike assumendo le sembianze di Buffy, intanto la Cacciatrice dà ospitalità ad altre quattro potenziali ovvero Chloe, Vi, Eve e Rona, quest'ultima al suo arrivo a Sunnydale viene aggredita da tre Portatori ma Buffy li uccide salvandola. Giles e Anya cercano informazioni sul Primo ma senza risultati, non trovano nulla di utile tra le documentazioni degli Osservatori e nemmeno chiedendo alla comunità demoniaca.
Willow riceve una telefonata da una veggente che lavora per gli Osservatori venendo informata che un'altra potenziale sta alloggiando in un motel a Sunnydale, intanto le potenziali discutono sulla figura della Cacciatrice, in particolare Eve inizia a fomentare in tutte la paranoia perché solo una di loro erediterà il potere della Cacciatrice, quando quella attualmente in carica morirà mentre la maggioranza saranno solo delle potenziali e dunque non potrebbero dare un vero aiuto in battaglia. Intanto Buffy e Xander vanno nel motel e scoprono che la potenziale è già stata uccisa, rivelandosi essere Eve, dunque quella che hanno ospitato in casa è solo il Primo che ha assunto le sue sembianze. Buffy si precipita a casa smascherando Eve come il Primo davanti alle altre ragazze, a quel punto il Primo scompare ma non prima di informare Buffy che il Turok-Han a breve raggiungerà la sua casa.
Anya e Giles decidono di chiedere informazioni all'Occhio di Beljoxa, un oracolo che dimora in un'altra dimensione, si rivolgono a Torg, un demone che in passato era stato l'amante di Anya, egli apre un portale dimensionale e lo attraversano, incontrano l'oracolo chiedendogli come distruggere il Primo. L'Occhio di Beljoxa spiega a Giles e Anya che il Primo non può essere distrutto, egli è più antico dell'universo stesso ed esisterà per sempre, l'oracolo non vede il futuro quindi non può prevedere se il Primo annienterà la Cacciatrice e le potenziali, Giles non riesce a capire tuttavia per quale motivo il Primo, se esiste da sempre, solo ora ha fatto la sua comparsa: l'Occhio di Bejoxa rivela quindi che la resurrezione di Buffy ha sbilanciato il potere delle Cacciatrici e questa anomalia ha permesso al Primo di manifestarsi, non è stato il Primo a causare l'anomalia, si è semplicemente limitato ad approfittarne. Anya si sente in colpa, erano stati lei, Xander, Tara e Willow a riportare in vita Buffy, ciò ha permesso al Primo di fare la sua apparizione causando la morte di tutte quelle potenziali.
Ormai le potenziale stanno perdendo fiducia, il Primo e il Turak-Han sono troppo forti. Calata la notte i Portatori circondano la casa di Buffy, non vogliono muovere un attacco, ma solo impedire la fuga, arriva il Turak-Han e Willow usa la magia per intrappolarlo in una barriera ma il mostro la distrugge, Buffy fugge insieme agli amici e alle potenziali sconfiggendo i Portatori che volevano ostacolarli, poi giungono nel cantiere edile dove Xander lavora, venendo raggiunti dal Turak-Han, il quale è caduto in trappola, infatti l'intento di Buffy è quello di affrontarlo a viso aperto. Questo è un piano escogitato da Buffy, Xander e Willow che infatti avevano capito che, per ispirare le potenziali e infondere loro fiducia, era necessario che Buffy desse prova della propria forza. Buffy e il Turak-Han si affrontano in uno scontro molto combattuto, il mostro sembra avere la meglio finché Buffy non lo ferisce a un occhio con una freccia e infine lo uccide decapitandolo. Buffy promette alle potenziali che, indipendentemente da quanto saranno ardui gli ostacoli che affronteranno, ne usciranno sempre vincitrici, il Primo assiste alla scena con le sembianze di Eve mostrando un'espressione cupa e contrariata, visibilmente irritato dall'umiliazione appena ricevuta da Buffy.
Mentre Spike viene tenuto ancora prigioniero vede Buffy, credendo che si tratti ancora del Primo con le sembianze della Cacciatrice, tuttavia quella si rivela essere la vera Buffy che finalmente è venuta a liberarlo portandolo via di lì.
- Altri interpreti: Anthony Head (Giles), Tom Lenk (Andrew Wells), Iyari Limon (Kennedy), Clara Bryant (Molly), Indigo (Rona), Amanda Fuller (Eve), Josh Braaten (Torg), Felicia Day (Vi), Lalaine (Chloe), Camden Toy (Übervamp)

## Addestramento
- Titolo originale: Potential
- Diretto da: James A. Contner
- Scritto da: Rebecca Kirshner e Joss Whedon

### Trama
Giles va a Shangai per mettere in salvo un'altra potenziale di nome Chao-Ahn, mentre Spike addestra Rona e Vi combattendo contro di loro ma sconfiggendole con facilità. Buffy spiega alle potenziali che, benché non possano risvegliare pienamente il potere della Cacciatrice (almeno finché quella in carica non muore) loro hanno comunque una naturale predisposizione al combattimento, anche rimanendo delle semplici potenziali.
Willow viene a sapere dalle veggenti che lavorano per gli Osservatori che c'è una potenziale che vive proprio a Sunnydale, quindi per individuarla Willow usa la magia proiettando una nuvola dorata che investe in pieno Dawn, sembra che sia lei la potenziale che stavano cercando. Xander, Anya e Willow sono combattuti su come affrontare questa situazione, sono consapevoli che Buffy non vorrebbe mai per Dawn un destino simile al suo e quest'ultima forse non è capace di gestire una cosa del genere.
Dawn esce di casa e per strada incrocia la sua compagna di scuola Amanda la quale le confessa che a scuola è stata aggredita da un essere, dalla descrizione Dawn capisce che si tratta di un vampiro, desiderosa di mettere alla prova le proprie capacità di potenziale Cacciatrice, decide di stanare il vampiro. Intanto Spike e Buffy portano Rona, Molly, Kennedy e Vi in una cripta dove un uomo ritorna in vita come vampiro, a quel punto Buffy lo affronta ma non lo uccide, lei e Spike chiudono le ragazze nella cripta con il vampiro, fa parte dell'addestramento, devono ucciderlo con le loro forze.
Dawn e Amanda vanno nella scuola e incontrano il vampiro, Dawn lo affronta e riesce in un primo momento a sopraffarlo, ma fanno la loro comparsa i Portatori che prendono di mira Amanda, ciò permette a Dawn di capire che non è lei la potenziale ma Amanda. Arrivano Xander, Spike e Buffy che salvano le due ragazze uccidendo i Portatori, mentre il vampiro di prima attacca Amanda che però lo uccide. Amanda era andata a trovare Buffy a casa sua quando Willow aveva eseguito l'incantesimo per individuare la potenziale, la nuvola dorata aveva attraversato il corpo di Dawn solo per raggiungere poi Amanda che era dietro la porta.
Amanda si trasferisce a casa di Buffy, mentre le altre potenziali, nella cripta, sono state capaci di uccidere il vampiro. Xander ha capito che in parte Dawn è dispiaciuta perché non è lei quella che è stata scelta dal destino, ma Amanda. Lo capisce perché ha lottato al fianco di Buffy per sette anni: quest'ultima è la Cacciatrice, mentre Willow è una potente strega. Le ha viste diventare sempre più potenti. Xander non si fa illusioni: è perfettamente consapevole che quello che ricopre è un ruolo secondario, ma ammira l'umiltà con cui Dawn si è comportata. Quando ha capito che non era lei la potenziale, ma Amanda, non ha esitato a mettersi da parte per vedere quest'ultima trionfare. Buffy e le potenziali non sapranno mai quanto sia difficile lottare senza essere forti o speciali. Xander infine la fa sorridere, dicendole: «tu non sei speciale, sei straordinaria».
- Altri interpreti: Tom Lenk (Andrew Wells), Iyari Limon (Kennedy), Clara Bryant (Molly), Indigo (Rona), Derek Anthony (Demone imponente), Felicia Day (Vi), Sarah Hagan (Amanda), James Charles Leary (Clem)

## Il killer che è in me
- Titolo originale: The Killer in Me
- Diretto da: David Solomon
- Scritto da: Drew Z. Greenberg e Joss Whedon

### Trama
Giles porta le Potenziali Cacciatrici in viaggio nel deserto per incontrare la Prima Cacciatrice, ad eccezione di Kennedy, malata di influenza. Kennedy in realtà non è malata e approfitta dell'assenza di Giles per invitare a Willow a un appuntamento.
Tornate a casa, Willow e Kennedy si scambiano un bacio, ma ciò attiva inaspettatamente una magia che fa prendere a Willow le sembianze di Warren. Willow decide di incontrare insieme a Kennedy un gruppo di wiccan dell'Università di Sunnydale, nel quale è presente anche Amy. L'aiuto di Amy si rivela però inutile e Willow reagisce con violenza. Willow fugge, rendendosi conto di star diventando identica a Warren anche interiormente. Ormai sopraffatta da Warren, Willow si reca in un negozio di armi da fuoco e acquista una pistola.
Trovando sospetto il comportamento di Amy, Kennedy riesce a farla confessare di essere lei stessa la causa della trasformazione di Willow in Warren. Amy le ha infatti lanciato una maledizione della penitenza, che trae energia dall'inconscio della vittima, come punizione per aver quasi distrutto il mondo ed essere stata perdonata troppo facilmente.
Amy trasporta magicamente Kennedy nel cortile di casa Summers. Willow si precipita nel cortile armata di pistola, intenzionata a sparare a Kennedy come aveva fatto Warren con Buffy, evento che aveva causato la morte di Tara. Kennedy riesce a convincere Willow a esternare le sue emozioni, e Willow confessa che, quando l'ha baciata, ha smesso per la prima volta di pensare a Tara, sostanzialmente uccidendola una seconda volta. Kennedy convince Willow a baciarla nuovamente, e ciò annulla la maledizione.
L'Osservatore Robson telefona a casa Summers e informa la Scooby Gang dell'incontro apparentemente fatale di Giles con i Portatori. Questo fa preoccupare la banda, poiché Giles non ha mai parlato con nessuno di loro di questo episodio, e nessuno ricorda di aver toccato Giles da quando è tornato. Il gruppo inizia a temere che Giles sia morto e che le Potenziali siano in compagnia del Primo. Xander, Anya, Dawn e Andrew si precipitano nel deserto e saltano addosso a Giles, scoprendo di poterlo toccare e che dunque non si tratta del Primo.
Spike, incatenato in cantina, inizia ad accusare dolori terribili alla testa, a causa di un malfunzionamento del chip. Dopo aver cercato di contattare telefonicamente Riley, Buffy decide di recarsi insieme a Spike nella sede del Commando, nella speranza di trovare indizi su come affrontare la situazione. I due trovano i cadaveri di diversi soldati e vengono attaccati da un demone, che Buffy riesce a sconfiggere. I due vengono raggiunti da una schiera di militari. L'ufficiale in comando spiega che il tentativo di contatto con Riley è andato a buon fine e che sono lì per aiutare lei e Spike. L'ufficiale le rivela che il chip di Spike è ormai un pericolo per il vampiro e Buffy ha la possibilità di scegliere se farlo riparare o farlo rimuovere.
- Altri interpreti: Anthony Head (Giles), Adam Busch (Warren Meers/Willow), Tom Lenk (Andrew Wells), Iyari Limon (Kennedy), Elizabeth Anne Allen (Amy Madison), Megalyn Echikunwoke (Vaughne), Rif Hutton (Generale), Terence Bernie Hines (Negoziante), Anna Maria Maccarrone (Cameriera)

## Primo appuntamento
- Titolo originale: First Date
- Diretto da: David Grossman
- Scritto da: Jane Espenson e Joss Whedon

### Trama
Mentre sta facendo la ronda con le potenziali, Giles viene attaccato e colpito da Spike, senza che il vampiro avverta i consueti dolori causati dal chip. Buffy gli spiega di aver fatto rimuovere il chip, Spike ha aggredito Giles solo perché credeva erroneamente che lui fosse il Primo. Giles non vede bene la scelta di Buffy di rimuovere il chip a Spike, ormai ha capito che lei e Spike sono legati da un sentimento molto forte. Giles propone a Buffy di far trapiantare in Spike un altro chip non ritenendo che il fatto che il vampiro abbia un'anima non lo renda meno pericoloso, ma lei si rifiuta di farlo sentendo che ciò sarebbe immorale, Buffy non ha dubbi sul fatto che Spike possa diventare una persona buona ma devono permettergli di scegliere da dolo.
Buffy cerca di indagare su Robin e, proprio mentre sta frugando nel suo ufficio, riceve inaspettatamente un invito a cena proprio da lui. Anche Xander ha un appuntamento, con una ragazza, Lissa, conosciuta al cantiere, cosa che ingelosisce enormemente Anya. Buffy e Robin, mentre si recano al ristorante, vengono attaccati da alcuni vampiri e Buffy scopre che il preside è perfettamente in grado di combattere tanto che i due uccidono i vampiri. Mentre sono a cena, Robin spiega che sua madre era una Cacciatrice, la quale fu uccisa da un vampiro quando lui aveva solo quattro anni, per tanto tempo gli ha dato la caccia ma non è mai riuscito a trovarlo. Robin fu dunque cresciuto dall'Osservatore della madre, che lo istruì sulla lotta contro i vampiri. Il preside sa inoltre che la Bocca dell'Inferno sta proprio sotto il suo ufficio. Buffy decide dunque di metterlo al corrente della minaccia rappresentata dal Primo.
Il Primo, nelle sembianze di Jonathan, tenta di plagiare Andrew affinché egli, armato di pistola, uccida le potenziali, ma lui si rifiuta di farlo, tuttavia trova strano che si sia rivolto a Andrew piuttosto che a Spike, infatti il Primo si avvarrà dell'aiuto del vampiro solo quando arriverà il momento giusto, saputo ciò Giles inizia a covare ancora più preoccupazione nei confronti di Spike.
Intanto, l'appuntamento di Xander, iniziato nel migliore dei modi, si rivela una trappola, perché Lissa è in realtà un demone intenzionato a usare il sangue di Xander per riaprire il Sigillo di Danzalthar e liberare un altro Turok-Han. L'uomo riesce a mandare un SMS a Willow che subito organizza il salvataggio, mandando Spike a chiamare Buffy. Il vampiro piomba al ristorante dove Robin e Buffy si stanno godendo la serata, provocando imbarazzo in tutti e tre. Buffy, Robin e Spike corrono a salvare Xander e il preside scopre che Spike è un vampiro.
Xander viene salvato da Robin mentre Spike e Buffy affrontano Lissa uccidendola, infatti Buffy la decapita con un colpo di spada. Spike dice a Buffy di volersene andare, perché il Primo può ancora manipolarlo, inoltre non ritiene che Buffy abbia bisogno di lui ora che può contare su Robin il quale si è dimostrato un ottimo combattente. La Cacciatrice lo dissuade dall'abbandonarla, dicendogli che non è pronta a stare senza di lui.
Nella propria casa, Robin riceve una visita dal Primo nei panni di sua madre, che si rivela essere Nikki, la Cacciatrice che Spike uccise, infatti il Primo rivela a Robin che è stato Spike a ucciderla, di conseguenza anche se Robin intende eliminare il Primo lo ringrazia dato che per merito suo ha finalmente individuato l'assassino di sua madre.
- Altri interpreti: Anthony Head (Giles), Ashanti (Lissa), Danny Strong (Jonathan Levinson), Tom Lenk (Andrew Wells), Iyari Limon (Kennedy), Sarah Hagan (Amanda), Kristy Wu (Chao-Ahn), K.D. Aubert (Nikki Wood/il Primo), D.B. Woodside (Preside Robin Wood), Rob Nagle (Robson [non accreditato])

## Indietro nel tempo
- Titolo originale: Get It Done
- Diretto da: Douglas Petrie
- Scritto da: Douglas Petrie e Joss Whedon

### Trama
D'Hoffryn manda un demone a uccidere Anya ma Spike la difende, riesce a sopraffare il demone e fugge con lei. Anya non capisce per quale motivo Spike non avesse ucciso il servo di D'Hoffryn, in effetti anche Buffy lo rimprovera, ha notato che ha perso la sua aggressività come combattente, di fatto con questo atteggiamento lui è inutile nella battaglia contro il Primo, effettivamente Spike ammette che, dal momento che possiede nuovamente un'anima, uccidere non gli piace più come prima.
Robin regala a Buffy una borsa, ci sono alcuni effetti personali di Nikki, tra cui un libro scritto in lingua sumera e uno scrigno. Buffy porta Robin a casa sua presentandogli Andrew e le potenziali, tuttavia lui è più interessato a conoscere Spike provocandolo con delle domande riguardanti il passato del vampiro. Chloe, una delle potenziali, si impicca, il Primo appare con le sembianze di Chloe minacciando Buffy e le altre potenziali con la promessa che le ucciderà tutte, è stato il Primo a condizionarla facendo sì che si suicidasse. Buffy, non mostrando alcun rispetto per Chloe, prima la seppellisce e poi si mette a insultarla davanti a tutti, da ora non tollererà più debolezza in questa lotta contro il Primo, mettendo in chiaro che comanda lei. Kennedy non sopporta la sua arroganza, ricordando a Buffy che Willow è più potente di lei.
Buffy apre lo scrigno, ci sono delle marionette che si usano per gli spettacoli di ombre, Dawn legge il libro che tratta la storia della Prima Cacciatrice, il libro magicamente si traduce in lingua inglese, le ombre proiettate dalle marionette raccontando la storia degli stregoni che, per liberare il mondo dai demoni, presero una ragazza e le diedero il potere di combattere i mostri, facendo di lei la Prima Cacciatrice. Le ombre generano poi un portale dimensionale che Buffy attraversa, fa poi la comparsa un demone, Spike lo affronta venendo sconfitto e il demone scappa.
Willow spiega agli amici che la magia funziona con il principio dello scambio equivalente, lei può proiettare un altro portale ma per riavere indietro Buffy bisogna sacrificare il demone che prima era apparso. Spike indossa la giacca che aveva preso a Nikki quando la uccise, adesso Robin ha la conferma che lui è l'assassino della madre, Spike ritrova la propria ferocia, trova il demone e lo affronta uccidendolo, dopo avergli spezzato il collo.
Buffy si ritrova in un deserto e incontra tre stregoni che prima la tramortiscono e poi la incatenano all'interno di una grotta, loro sono gli stregoni che diedero alla Prima Cacciatrice i suoi poteri, vogliono aiutare Buffy a sconfiggere il Primo infondendole un potere oscuro che dovrebbe renderla più forte, ma lei lo rifiuta, scoprendo che fu proprio così che gli stregoni trasformarono quella ragazza nella Prima Cacciatrice. Buffy si libera dalle catene e affronta gli stregoni sconfiggendoli, accusandoli di essere deboli, non ebbero il coraggio di lottare contro i demoni dando quindi la responsabilità alla Prima Cacciatrice sottoponendola a un'ingiusta violenza per conferirle i suoi poteri.
Uno degli stregoni, con la propria mano sinistra, tocca Buffy mostrandole una visione, intanto Willow con la magia nera trae forza da Anya e Kennedy aprendo il portale, Spike porta il cadavere del demone e tramite esso Buffy torna a casa. Buffy, grazie alla visione dello stregone, scopre che il Primo vuole aprire la Bocca dell'Inferno per liberare un intero esercito di Turok-Han, adesso Buffy ha capito che i mezzi di cui dispone non sono sufficienti.
- Altri interpreti: Tom Lenk (Andrew Wells), Iyari Limon (Kennedy), Clara Bryant (Molly), Sarah Hagan (Amanda), Indigo (Rona), Kristy Wu (Chao-Ahn), Lalaine (Chloe), D.B. Woodside (Preside Robin Wood), Felicia Day (Vi), Sharon Ferguson (Prima Cacciatrice), Geoffrey Kasule (Uomo ombra #1), Karara Muhoro (Uomo ombra #2), Camden Toy (Übervamp), Daniel Wilson (Uomo ombra #3), Erik Betts (Demone #2 [non accreditato])

## Il narratore
- Titolo originale: Storyteller
- Diretto da: Marita Grabiak
- Scritto da: Jane Espenson e Joss Whedon

### Trama
A scuola tutti iniziano a risentire degli effetti della Bocca dell'Inferno, infatti le angosce emotive degli studenti prendono forma, Buffy confessa a Robin che era già successo in passato che la Bocca dell'Inferno manifestasse i dilemmi psicologici delle persone, ma mai con tanta intensità, il problema è il Sigillo di Danzalthar, quindi Buffy e Robin decidono di esaminarlo. Mentre Robin è sopra il sigillo emerge tutta la sua rabbia nei confronti di Spike, tentando di aggredire Buffy trovando inaccettabile che lei sia stata l'amante del vampiro, ma poi la Cacciatrice lo aiuta a rinsavire. Willow non ha trovato nessuna informazione sul Sigillo di Danzalthar quindi Buffy ritiene che l'unico che possa aiutarla è colui che lo aveva attivato: Andrew.
Usando un cristallo che stimoli la memoria, Willow aiuta Andrew a far riaffiorare i ricordi legati al Messico, quando lui e Jonathan erano scappati, in quel periodo vivevano in una modesta abitazione, Andrew all'insaputa di Jonathan parlava con lo spirito di Warren (in realtà era il Primo che lo stava manipolando) lo convinse a comprare da un demone un particolare pugnale, con la promessa che quando avrebbe ucciso Jonathan sarebbero diventati potenti quanto gli Dei.
Andrew mostra al gruppo il coltello che il Primo gli ha fatto acquistare, quello da lui usato per uccidere Jonathan, sulla lama ci sono incisi dei caratteri demoniaci, chiaramente il coltello è legato al Sigillo di Danzalthar. Intanto Xander e Anya discutono sul loro rapporto, Xander ammette che è solo dispiaciuto per averla ferita quando decise di non sposarla, ma non della decisione presa, sapeva che se fosse diventato suo marito non l'avrebbe resa felice, facendo comunque notare ad Anya che è stata lei a lasciarlo. Xander ammette di amarla ancora, e che la amerà per sempre, i due poi fanno l'amore anche se in realtà sono consapevoli che non torneranno mai più insieme, è stato semplicemente un modo per porre fine in maniera gentile alla loro relazione.
Buffy decide di andare a scuola insieme a Andrew, Robin e Spike, intanto cinque studenti, attratti del Sigillo di Danzalthar, si accerchiano attorno ad esso e ne attivano il potere, ora tutti gli studenti sono preda della follia, facendo vandalismo nella struttura. Spike e Robin li affrontano senza ucciderli, dando modo a Buffy e Andrew di raggiungere il Sigillo di Danzalthar che ha trasformato quei cinque studenti in Portarori, Buffy li affronta e li sconfigge.
A quel punto, mentre Buffy e Andrew sono soli davanti al sigillo, la Cacciatrice tira fuori il pugnale che è stato usato per uccidere Jonathan, il suo intento è quello di usarlo per pugnalare Andrew e ucciderlo, questo a suo dire è il solo modo per placare il potere del Sigillo di Danzalthar. Andrew, terrorizzato, la supplica di non farlo, ma lei lo accusa di aver ucciso Jonathan senza pietà facendogli notare che non si mai assunto la responsabilità dell'omicidio commesso. Andrew si mette a piangere ammettendo di aver sbagliato, ha dato la colpa alle manipolazioni del Primo ma la verità è che uccidere Jonathan è stata una propria scelta e sapeva che era ingiusto, Jonathan era suo amico e ora che Buffy sta per ucciderlo Andrew ha finalmente capito quanta paura avesse Jonathan quando lo pugnalò. Una lacrima di Andrew cade nel Sigillo di Danzalthar e ne annulla il potere, gli studenti recuperano il senno, Buffy non voleva uccidere Andrew ma solo farlo piangere avendo capito che la sua lacrima avrebbe tolto potere al sigillo.
- Altri interpreti: Danny Strong (Jonathan Levinson), Adam Busch (Warren Meers/il Primo), Tom Lenk (Andrew Wells), Iyari Limon (Kennedy), Sarah Hagan (Amanda), Indigo (Rona), D.B. Woodside (Preside Robin Wood), T.W. Leshner (Teenager ferale), Alan Loayza (Ragazzo stressato), Corin Norton (Ragazza in lacrime), Sujata Ray (Shy Girl), Erik Betts (Vampiro #2 [non accreditato]), Clara Bryant (Molly [non accreditato])

## Le bugie dei miei genitori
- Titolo originale: Lies My Parents Told Me
- Diretto da: David Fury
- Scritto da: David Fury, Drew Goddard e Joss Whedon

### Trama
L'episodio inizia con un flashback sull'infanzia di Robin, a New York nel 1977, Spike e Nikki si affrontarono e, quando il vampiro era sul punto di sconfiggere la Cacciatrice, Robin riuscì a distrarlo, Nikki ne approfittò per sopraffarlo mettendolo in fuga, Spike le promise che comunque avrebbero regolato i conti. Nikki si separò da Robin lasciandolo alle cure del proprio Osservatore.
Buffy presenta Robin a Giles, entrambi condividono le stesse preoccupazioni su Spike, benché abbia un'anima il Primo può ancora usare l'innesco per trasformarlo in un assassino feroce. Willow usa una pietra prokaryote trasformandola in una larva che entra nel cervello di Spike in modo da fargli mettere a fuoco l'origine dell'innesco, egli ricorda il proprio passato quando era ancora un umano e si chiamava William, era molto legato a sua madre, una donna dolce e affettuosa, la quale però era gravemente malata, lei cantava a William una canzone, e a quel punto Spike perde la ragione, diventa aggressivo anche se poi si calma quando espelle dal proprio cervello la larva. Spike capisce così che l'innesco era la nenia che la madre gli cantava ovvero Early One Morning.
Giles e Robin decidono di scavalcare Buffy, ritenendo che uccidere Spike sia la cosa migliore, il Primo può servirsi dell'innesco per renderlo aggressivo e pericoloso, potrebbe diventare la sua arma migliore. Robin confessa a Giles che ad addestrarlo fu l'Osservatore Bernard Crowley, in effetti Giles lo conosceva di fama memore che egli era l'Osservatore di Nikki, la Cacciatrice uccisa da Spike, e ora comprende che il desiderio di Robin di uccidere il vampiro è legato anche a ragioni personali. Robin mette in chiaro con Giles che, a dispetto dell'astio che nutre per Spike, egli vuole ucciderlo per evitare che il vampiro venga manovrato dal Primo.
Nella mente di Spike riaffiorano altri ricordi, dopo che Drusilla lo generò facendo di lui un vampiro, William decise di generare anche sua madre, infatti trasformandola in un vampiro lei non sarebbe morta.Giles deve allontanare Buffy da Spike per dare a Robin il tempo di ucciderlo, quindi porta Buffy in un cimitero obbligandola a combattere contro un vampiro di nome Richard, senza darle il permesso di ucciderlo, in modo da guadagnare tempo. Ma Buffy, dalle parole ambigue di Giles, intuisce che Spike è in pericolo, uccide Richard e va in aiuto di Spike. Intanto Robin porta Spike nella propria casa fingendo di volergli dare ospitalità, poi gli confessa che fu lui ucciderle la madre, infine con il computer scarica la canzone Early One Morning, si attiva l'innesco e Spike perde il controllo.
Robin infatti vuole ucciderlo quando egli è nel pieno della sua aggressività, Robin riesce a sottomettere Spike, nella cui mente riemergono altri ricordi, quando la madre di William divenne un vampiro si rivolse al figlio con parole sprezzanti, tentò persino di sedurlo, William la uccise avendo capito che sua madre, dopo che l'aveva generata in un vampiro, non era più la persona buona e gentile che lui amava. Spike recupera la sua lucidità e sconfigge facilmente Robin.
Spike mette Robin davanti alla verità che lui non ha voluto affrontare, Nikki non lo amava abbastanza, la sua missione di Cacciatrice veniva prima del proprio amore materno, al contrario la madre di Spike lo amava senza riserve, quelle cose orribili che gli disse non le pensava per davvero, era il vampiro in cui lui stesso l'aveva generata a parlare. Spike scarica dal computer Early One Morning senza però perdere il controllo, ora che ha affrontato i propri problemi in lui non c'è più l'innesco. Sopraggiunge Buffy scoprendo che Spike ha risparmiato la vita a Robin, anche perché gli ha ucciso la madre, precisando però che, qualora Robin gli creasse altri fastidi, la prossima volta non sarà così misericordioso.
Buffy fa capire a Robin che adesso Spike è indispensabile per sconfiggere il Primo, lui è il loro combattente migliore, Robin deve mettere da parte i propri rancori personali, anche perché Spike non è più lo stesso uomo che uccise Nikki.
- Guest star: Anthony Head (Giles), Juliet Landau (Drusilla).
- Altri interpreti: Tom Lenk (Andrew Wells), Iyari Limon (Kennedy), Indigo (Rona), Caroline Lagerfelt (Anne), K.D. Aubert (Nikki Wood), D.B. Woodside (Preside Robin Wood), Damani Roberts (Robin da giovane), Ira Steck (nuovo vampiro), Clara Bryant (Molly [non accreditato]), Thom Williams (Vampiro [non accreditato])

## Ragazze sporche
- Titolo originale: Dirty Girls
- Diretto da: Michael Gershman
- Scritto da: Drew Goddard, Marti Noxon (non accreditato) e Joss Whedon (non accreditato).

### Trama
Una giovane Potenziale Cacciatrice, Shannon, si dirige a Sunnydale, è inseguita nei boschi dai Portatori. La ragazza accetta l'aiuto di uno sconosciuto che indossa un collarino da prete e guida un camion, anche lui diretto a Sunnydale, ma scopre di essere caduta in una trappola dato che i Portatori lavorano per lui. L'uomo, che si presenta come Caleb, prima la riempie di insulti e poi la ferisce gravemente e la marchia non prima che Caleb le abbia lasciato un messaggio da riferire a Buffy. La ragazza viene cacciata dal camion, poi arrivano Faith e Willow che le prestano soccorso. 
Caleb si reca nella cantina di un'azienda vinicola di Sunnydale, dove viene accolto dal Primo nelle sembianze di Buffy, infatti operando in nome del Primo è stato proprio Caleb a far saltare in aria la sede degli Osservatori e a stanare le potenziali che sono state uccise, e adesso che il Primo si è presentato a lui con le sembianze della Cacciatrice ora Caleb conosce il volto di Buffy.
Willow torna da Los Angeles accompagnata da Faith facendo ricoverare Shannon in ospedale. Giunta in casa Summers, Faith riceve una fredda accoglienza, soprattutto da Dawn e Giles. Il giorno dopo, al liceo di Sunnydale, il preside Wood convoca Buffy nel suo ufficio e la licenzia, sottolineando la necessità che si concentri sulla missione. Buffy si reca poi in ospedale, dove Shannon le riferisce il messaggio di Caleb: lui ha qualcosa che le appartiene.
Buffy cerca di convincere la Scooby Gang e le Potenziali che è importante attaccare Caleb nel suo covo, ricevendo scarso entusiasmo da parte dei presenti, convinti che il prete stia tendendo a Buffy una trappola. Buffy e Faith, in missione di ricognizione, seguono un Portatore attraverso il bosco. Discutono delle intenzioni di Faith e delle sue recenti esperienze in compagnia di Angel. Le due individuano la cantina in cui si nasconde Caleb. A casa Summers, Xander difende con forza Buffy di fronte alle Potenziali che iniziano a vedere in lei un leader sconsiderato.
Lasciando Willow e Giles a proteggere le ragazze più inesperte, Buffy conduce Spike, Faith, Xander e le altre Potenziali al vigneto. Nella cantina, Buffy e i suoi amici, aiutati dalle potenziali, riescono in un primo momento a sopraffare i Portatori, tuttavia quando Caleb inizia a combattere, dando prova di avere una forza sovrumana, sconfigge facilmente Buffy, Spike e Kennedy, arriva anche a rompere il braccio a Rona. Caleb spezza l'osso del collo a una delle potenziali, inoltre pugnala Molly uccidendola, successivamente Caleb cava l'occhio sinistro a Xander, interviene Spike che lo allontana da lui, infine Buffy e il gruppo scappano.
Sola e sconvolta, Buffy cammina per le strade vuote, mentre Caleb dice al Primo, sotto forma di Buffy, che la loro vittoria è imminente.
- Guest star: Eliza Dushku (Faith), Anthony Head (Giles), Nathan Fillion (Caleb)
- Altri interpreti: Tom Lenk (Andrew Wells), Iyari Limon (Kennedy), Indigo (Rona), Clara Bryant (Molly), Sarah Hagan (Amanda), Kristy Wu (Chao-Ahn), D.B. Woodside (Preside Robin Wood), Christie Abbott (Ragazza inerme), Rachel Bilson (Colleen), Dania Ramírez (Caridad), Carrie Southworth (Betty), Mary Wilcher (Shannon), Felicia Day (Vi [non accreditato]), Miranda Kwok (Potenziale combattente [non accreditata]), Carl Anthony Nespoli (Bringer [non accreditato])

## Spazi vuoti
- Titolo originale: Empty Places
- Diretto da: James A. Contner
- Scritto da: Drew Z. Greenberg e Joss Whedon

### Trama
I cittadini di Sunnydale iniziano a fuggire dalla città, intuendo l'imminente disastro. La Scooby Gang inizia a indagare su Caleb, utilizzando informazioni che Willow ha sottratto a un agente dell'Interpol con l'ausilio della magia. Buffy si dirige verso la scuola per prendere il resto delle sue cose, incaricando Faith di guidare le ricerche. Nella scuola ormai vuota, Buffy viene raggiunta e aggredita da Caleb. Il prete ha la meglio su Buffy, ma la lascia in vita, soddisfatto di averla umiliata.
A casa, Dawn mostra a Giles alcune foto che ha trovato durante le sue ricerche. Giles nota in una foto il marchio di Caleb sul muro della chiesa di Gilroy, e manda Spike e Andrew a indagare su questa pista. Per tenere occupate le Potenziali mentre aspettano il ritorno di Spike e Buffy, Faith porta le ragazze al Bronze per ballare e divertirsi. Una volta tornata, Buffy esprime il suo disappunto sul fatto che Faith abbia portato le Potenziali al Bronze e che Giles abbia allontanato Spike, sostenendo che sia l'unico di cui può fidarsi.
Al Bronze, Faith viene trovata da un gruppo di poliziotti. Faith esce dal locale con gli agenti, i quali chiariscono che intendono occuparsi di lei da soli piuttosto che rimandarla in prigione. Gli agenti attaccano Faith con pugni e bastoni, ma la Cacciatrice, aiutata dalle Potenziali, riesce a tenere loro testa. Buffy arriva alla fine del combattimento e, senza accettare spiegazioni, manda a casa tutte le Potenziali e rimprovera aspramente Faith per aver messo le ragazze in pericolo. Quando però Faith le ricorda che recentemente è stata lei a metterle maggiormente in pericolo, Buffy la aggredisce fisicamente.
Nella chiesa di Gilroy, Spike e Andrew interrogano un monaco, unico sopravvissuto a un recente attacco di Caleb. L'uomo mostra ai due una parete in una stanza segreta, sulla quale vi è un'iscrizione che si riferisce a qualcosa che può essere tenuto solo da "lei". Il monaco riferisce a Spike e Andrew che tale scritta ha fatto infuriare Caleb.
Dimesso dall'ospedale, Xander fa ritorno a casa Summers, festeggiato dagli amici e dalle Potenziali. Buffy riferisce ai presenti di essere giunta alla conclusione che nella cantina del vigneto ci sia nascosto qualcosa di fondamentale per la loro missione, e che tutti loro dovranno farvi ritorno quella sera stessa. Tutti inorridiscono e si rifiutano di tornare nel vigneto, senza avere una prova che ci sia effettivamente qualcosa da cercare. Buffy cerca più volte di ottenere l'assenso del gruppo, rimarcando di essere il capo in quanto Cacciatrice. I presenti mettono in dubbio il giudizio di Buffy e le Potenziali propongono che il ruolo di leader passi a un'incredula Faith, in quanto anch'essa Cacciatrice. Buffy continua a rifiutarsi di accettare il parere degli altri, così Dawn con rammarico chiede alla sorella di andarsene.
Buffy esce di casa. Faith la segue fuori e cerca di farle capire che non è stata una sua idea. In lacrime, Buffy le ricorda che le Potenziali sono ora nelle sue mani e la sprona a proteggerle e guidarle.
- Guest star: Anthony Head (Giles), Eliza Dushku (Faith), Nathan Fillion (Caleb).
- Altri interpreti: Tom Lenk (Andrew Wells), Iyari Limon (Kennedy), Indigo (Rona), Sarah Hagan (Amanda), Kristy Wu (Chao-Ahn), Dorian Missick (Ufficiale di polizia), Larry Clarke (Monaco), D.B. Woodside (Preside Robin Wood), Nathan Burgess (Duncan), David Grammer (Cittadina pazza), James Charles Leary (Clem), Justin Shilton (Monroe), Mary Wilcher (Shannon), Felicia Day (Vi [non accreditato])

## Toccata dal male
- Titolo originale: Touched
- Diretto da: David Solomon
- Scritto da: Rebecca Kirshner e Joss Whedon

### Trama
Mentre il resto degli abitanti di Sunnydale lascia la città, Buffy si rifugia in una casa e convince il proprietario a fuggire insieme agli altri.
In casa Summers, Faith prende le redini di ciò che rimane della Scooby Gang e del piccolo esercito di Potenziali Cacciatrici. Guidato da Faith, il gruppo rapisce un Portatore, nella speranza di interrogarlo. Il Portatore è però privo di lingua. Dawn suggerisce un incantesimo di cui ha letto in un vecchio testo turco, che permetterebbe al Portatore di comunicare con loro.
Andrew e Spike tornano a casa Summers, e Willow cerca di dare loro una spiegazione edulcorata sul perché Buffy non ci sia più. Spike capisce cosa è successo e li accusa di essere degli ingrati traditori. Ne consegue uno scontro fisico tra Faith e Spike, ma quando il vampiro capisce che nessuno dei presenti sa dove sia Buffy, perde interesse per il combattimento. Cogliendo nell'aria l'odore di Buffy, Spike va alla sua ricerca per la città.
Willow usa l'incantesimo suggerito da Dawn, e il Portatore parla loro attraverso Andrew. L'essere spiega che i Portatori si stanno preparando per la battaglia, costruendo un arsenale sotto la terra, ai margini della città. Il Portatore li schernisce finché Giles furioso gli taglia la gola.
Spike trova Buffy nella casa in cui si è introdotta, e le dice che secondo le informazioni ottenute nella chiesa di Gilroy, nel vigneto è nascosto qualcosa che le appartiene, esattamente come lei pensava. Buffy è però troppo demoralizzata per interessarsi alla missione, e rimpiange di essersi distaccata dalle Potenziali e dai suoi amici, fino a essere respinta da loro. Spike le dà supporto emotivo e la fa dormire tra le sue braccia.
In casa Summers, il gruppo decide che il giorno dopo attaccherà il covo dei Portatori, situato nelle fogne. Il Primo appare a Faith sotto forma di Richard Wilkins e cerca di influenzarla, ma viene interrotto dall'arrivo di Wood, con cui Faith nel corso degli ultimi giorni ha fatto amicizia. Wood e Faith, Xander e Anya, e Willow e Kennedy passano la nottata facendo l'amore.
La mattina dopo, Spike si sveglia e scopre che Buffy se n'è andata, lasciandogli un biglietto. Faith manda Dawn, Xander, Willow e Anya a cercare Buffy, e si dirige insieme alle Potenziali nelle fogne, per sferrare l'attacco.
Buffy raggiunge la cantina nel vigneto, dove trova Caleb. Buffy incita il prete ad attaccarla, ma invece di subire un pestaggio, si tiene a distanza ed evita i suoi colpi. Buffy individua una botola nel pavimento e vi si tuffa. Nel sotterraneo, Buffy trova un'arma incastrata in una roccia. Nelle fogne, Faith e le Potenziali trovano il covo dei Portatori e lo attaccano. Le ragazze sconfiggono i Portatori, e trovano una scala che conduce a un'area sotto le fogne. Faith trova una scatola di metallo e la apre, scoprendovi una bomba a orologeria prossima a esplodere.
- Guest star: Anthony Head (Giles), Eliza Dushku (Faith), Nathan Fillion (Caleb).
- Altri interpreti: Tom Lenk (Andrew Wells), Iyari Limon (Kennedy), Sarah Hagan (Amanda), Harry Groener (Sindaco Richard Wilkins/il Primo), D.B. Woodside (Preside Robin Wood), Lisa Ann Cabasa (Ragazza ferita), Felicia Day (Vi), Lance E. Nichols (Uomo di mezz'età), Dania Ramírez (Caridad), Alex Baik (Demone [non accreditato]), Bruno Gioiello (Bringer catturato [non accreditato]), Kristy Wu (Chao-Ahn [non accreditato])

## La fine dei giorni
- Titolo originale: End of Days
- Diretto da: Marita Grabiak
- Scritto da: Jane Espenson e Douglas Petrie (soggetto); Joss Whedon (sceneggiatura)

### Trama
Buffy estrae senza sforzo la Falce dalla pietra. Il Primo dissuade Caleb dall'affrontare Buffy, ora che la donna brandisce quell'arma, e informa la Cacciatrice che i suoi amici stanno per morire nelle fogne. Le Potenziali Cacciatrici sopravvissute all'esplosione cercano di trascinare Faith, priva di sensi, fuori dalle fogne, ma il gruppo viene braccato da tre Turok-Han. L'arrivo tempestivo di Buffy, che uccide i tre Turok-Han con la Falce, permette alle ragazze di sopravvivere.
Il gruppo torna sano e salvo a casa Summers, dove Buffy riacquista il ruolo di leader. Buffy mostra la Falce al gruppo e afferma di avvertire una grande energia dentro di essa, e di avere la consapevolezza istintiva che quell'arma le appartiene in quanto Cacciatrice. Willow e Giles cercano su Internet riferimenti alla Falce e scoprono un possibile collegamento con l'Antico Egitto.
Su insistenza di Buffy, un riluttante Xander rende Dawn incosciente con il cloroformio e parte con lei, allontanandosi da Sunnydale per la sicurezza di entrambi. Tuttavia, quando Dawn si sveglia, tramortisce Xander con un taser e riporta entrambi indietro.
Al vigneto, il Primo dice a Caleb che la sua forza sta diminuendo, essendo passato troppo tempo da quando i due si sono "uniti" l'ultima volta. Il prete acconsente dunque a unirsi nuovamente al Primo.
Buffy e Faith si riconciliano definitivamente. Faith ammette di essere sempre stata gelosa del fatto che Buffy fosse circondata da amici, ed entrambe riflettono sul senso di solitudine derivato dalla loro condizione di Cacciatrici.
Andrew e Anya si recano nell'ospedale ormai deserto per recuperare provviste e medicinali per i feriti, e hanno una conversazione a cuore aperto sul desiderio dell'umanità di combattere per il bene.
Seguendo la pista egiziana, Buffy porta la Falce in una piccola piramide, situata proprio davanti a uno dei cancelli dello stesso cimitero che ha pattugliato per anni. Al suo interno incontra una donna che afferma di essere l'ultima delle Guardiane, un ordine segreto femminile che ha sorvegliato gli Osservatori fin dai tempi antichi. La Guardiana rivela a Buffy che la Falce è stata forgiata per la battaglia finale.
Le due donne vengono raggiunte da Caleb, rinvigorito dall'unione con il Primo. Il prete uccide la Guardiana e affronta Buffy, mettendola in difficoltà. La Cacciatrice viene salvata dall'inaspettato intervento di Angel. Tuttavia, Buffy insiste nel combattere Caleb da sola, e ferisce gravemente il prete, che si accascia a terra. Buffy bacia Angel, inconsapevole di essere spiata da Spike.
- Guest star: Anthony Head (Giles), Eliza Dushku (Faith), Nathan Fillion (Caleb), David Boreanaz (Angel).
- Altri interpreti: Erik Betts (Uber-Vampiro), Lisa Ann Cabasa (Ragazza ferita), Felicia Day (Vi), Sarah Hagan (Amanda), Christine Healy (Guardian), Tom Lenk (Andrew Wells), Iyari Limon (Kennedy), Dania Ramírez (Caridad), Kristy Wu (Chao-Ahn)

## La prescelta
- Titolo originale: Chosen
- Diretto da: Joss Whedon
- Scritto da: Joss Whedon

### Trama
Caleb si rialza, ma Buffy lo uccide con la Falce tagliandolo in due dall'inguine in su. Angel ha portato con sé un amuleto destinato a essere indossato da un essere sovraumano, ma dotato di anima. Le dice che combatterà al suo fianco, ma lei rifiuta, chiedendogli di organizzare un secondo fronte in caso di una sua sconfitta, ma Angel intuisce che non vuole il suo aiuto per non far arrabbiare Spike, adesso ha capito che tra loro due c'è qualcosa, quando gli chiede se lo ama lei non conferma e non smentisce, confessa a Angel che anche Spike come lui ha un'anima, e ormai Buffy lo sente vicino a lei, anche se adesso ha capito di non essere pronta per una relazione seria. Angel e Buffy si separano, lasciando in sospeso il loro rapporto.
A casa, Spike, pieno di gelosia nei confronti di Angel, convince Buffy a cedere a lui il medaglione, Buffy è solo un'umana e per usare al meglio il medaglione serve un'anima più forte, ovvero quella di un vampiro, Spike intuisce che Angel voleva usare lui stesso il medaglione. Buffy consegna il medaglione a Spike, ma lo avverte: solo un campione può usarne il potere. A notte fonda, mentre Buffy e Spike dormono l'uno nelle braccia dell'altra, il Primo appare alla Cacciatrice sotto forma di Caleb e poi di Buffy stessa. Il Primo cerca di spaventarla, ricordandole la solitudine della sua condizione di Cacciatrice, ma questo dà a Buffy un'idea su come ottenere la vittoria.
Il mattino dopo, tutti si precipitano al liceo di Sunnydale a bordo di uno scuolabus, e Buffy cede la Falce a Willow. Le due Cacciatrici, insieme a Spike e le Potenziali, si dirigono verso il sigillo nel seminterrato e lo aprono usando il loro sangue. Dopodiché entrano nella Bocca dell'Inferno per affrontare gli innumerevoli Turok-Han. Dawn, Xander, Giles, Wood, Andrew e Anya fanno la guardia nei corridoi della scuola per bloccare eventuali nemici inviati dal Primo.
Nell'ufficio di Wood, Willow mette in pratica il piano di Buffy: utilizzando i poteri della Falce, la strega cancella la regola che imponeva l'esistenza di una sola Cacciatrice alla volta. In un istante, le Potenziali Cacciatrici di tutto il mondo diventano Cacciatrici, e Buffy ha ora a disposizione un piccolo esercito di sue pari per combattere i Turok-Han. Kennedy, il cui compito era contrastare un'eventuale rinascita della Willow oscura, vede invece la compagna assumere per alcuni istanti un'aura angelica.
Buffy riceve la Falce da Kennedy e la usa per sterminare i Turok-Han. Ciononostante diverse Cacciatrici muoiono e la stessa Buffy viene ferita gravemente. I corridoi della scuola si riempiono di Turok-Han e Portatori, e Anya muore durante l'assalto uccisa da uno dei Portatori. Il Primo appare a Buffy con le sue sembianze e la deride, ma ciò le dà la forza per rialzarsi e riprendere la lotta. L'amuleto che Spike ha al collo inizia a sprigionare luce solare che uccide diversi Turok-Han e inizia a distruggere tutto quello che ha attorno. Buffy capisce che la Bocca dell'Inferno sta per crollare e che Spike è condannato. Buffy si trattiene per alcuni istanti e confessa il suo amore a Spike. Il vampiro la ringrazia, pur affermando di non crederle.
Buffy fugge, mentre Spike si incenerisce e la Bocca dell'Inferno collassa. A bordo dello scuolabus, la Scooby Gang e i suoi alleati abbandonano Sunnydale, mentre l'intera città viene inghiottita nel sottosuolo. Buffy e i suoi amici osservano il cratere che ha preso il posto di Sunnydale. Andrew conforta Xander, dicendogli che Anya è morta eroicamente per salvargli la vita. Quando i suoi amici le fanno notare che ora non è più l'unica prescelta, Buffy sorride serena, guardando l'orizzonte.
- Guest star: Eliza Dushku (Faith), Anthony Head (Giles), Nathan Fillion (Caleb), David Boreanaz (Angel)
- Altri interpreti: Erik Betts (Uber-Vampiro #2), Lisa Ann Cabasa (Ragazza ferita), Felicia Day (Vi), Jenna Edwards (Trailer Girl), Katie Gray (Ragazza indiana), Sarah Hagan (Amanda), Indigo (Rona), Ana Maria Lagasca (Cacciatrice Potenziale), Tom Lenk (Andrew Wells), Iyari Limon (Kennedy), Julia Ling (Power Potential), Ally Matsumura (Ragazza giapponese), Demetra Raven (Girl At Bat), Kelli Wheeler (Scolara), Mary Wilcher (Shannon), D.B. Woodside (Preside Robin Wood), Kristy Wu (Chao-Ahn), Anna Lauren Long (Cacciatrice Potenziale [non accreditata])